# おさんぽますたー ろけはん!
『おさんぽますたー ろけはん!』は、ラジオ関西のアニたまどっとコム枠内で2009年10月から2011年3月まで放送されていたラジオ番組。

## パーソナリティ
- 真堂圭
- 児玉明日美

## 番組概要
「おさんぽますたー」である真堂圭と児玉明日美が「自由気まま・気の向くまま」にいろんなところへおさんぽしようという、ほのぼの系アウトドア型ラジオ番組である。スタジオで収録する時もあれば、突然外へ出たり、バスに乗ったり電車に乗ったりと自由な番組内容になっている。番組は2本録りであり、スタジオ収録とろけはん収録（場所は同一）を2回ずつ繰り返すのが基本構成である。
2011年3月17日(放送時間帯では翌日の18日)の放送で、3月31日で終了することが告知された。

## 放送時間
- 毎週日曜日25:30 - 26:00（2009年10月11日 - 2010年9月26日）
- 毎週木曜日25:00 - 25:30（2010年10月7日 - 2011年3月31日）

## コーナー
おさんぽ☆報告書
リスナーがこの1週間にどんな所におさんぽしてきたか報告してもらうコーナー。
俺たちガテン系
児玉と真堂がお題に挑戦するコーナー。

## ろけはん先
- #1 有楽町
- #3,4 浅草
- #7,8 月島
- #11,12 上野
- #DJCD 横浜（#15で収録された事が話されている。このため、#15,16もスタジオ収録となっている）
- #17,18 中野
- #21,22 池袋
- #25,26 吉祥寺
- #29,30 谷中
- #33,34 下北沢
- #37 お台場・レインボーブリッジ
- #38 お台場・ジョイポリス
- #41 浜松町・ポケモンセンター
- #42 浜松町・東京タワー
- #45 原宿・明治神宮
- #46 原宿・竹下通り
- #49 巣鴨・都電荒川線
- #50 巣鴨
- #55 神楽坂
- #56 神楽坂・ぷろだくしょんバオバブ

## ゲスト
- #23,24 原田ひとみ
- #25,26,27,28 仙台エリ

## DJCD
DJCD Vol.1（デート準備CD）が、2010年4月28日に発売された。ゲストの原田ひとみと横浜にろけはんしているオーディオCDと第1回から第13回の放送内容を収録したmp3CDで構成されるCD2枚組みの通常版と「特典DVD」を追加した3枚組み豪華版とが存在する。
Vol.2が2011年4月に発売された。ゲストに小清水亜美と三瓶由布子を迎えての女子力対決。その内容を収録したオーディオCDと第14回から第26回、第27回から第39回を収録したmp3CD2枚で構成されるCD3枚組の通常盤 と 女子力対決のオフショット映像を収録する特典DVDを追加した4枚組豪華盤 、 豪華盤の特典に加えて「ブロマイドセット」「布製コースター」「ボーナストラック」を追加したアニメイト限定盤 が存在する。
第40回以降を収録したDJCDは発売されていない。